# Crowley (Texas)
Crowley ist eine Stadt im Tarrant County und Johnson County im Bundesstaat Texas in den Vereinigten Staaten. Das U.S. Census Bureau hat bei der Volkszählung 2020 eine Einwohnerzahl von 18.070 ermittelt.

## Geographie
Die Stadt liegt drei Kilometer westlich der Interstate 35 im Süden des Tarrant County und im Norden des Johnson County im Nordosten von Texas, ist im Norden etwa 100 Kilometer von Oklahoma entfernt und hat eine Gesamtfläche von 17,2 km².

## Geschichte
Die ersten Siedler ließen sich 1848 entlang des Deer Creek hier nieder. Als 1885 die Gulf, Colorado and Santa Fe Railway ihre Schienen verlegte, zogen sie in Richtung der Nachschubstation, die gleichzeitig als Bahnhof fungierte. Benannt wurde die neue Ansiedlung nach S. H. Crowley, einem Mitarbeiter der Eisenbahn.

## Demografische Daten
Nach der Volkszählung im Jahr 2000 lebten hier 7467 Menschen in 650 Haushalten und 2.098 Familien. Die Bevölkerungsdichte betrug 433,5 Einwohner pro km². Ethnisch betrachtet setzte sich die Bevölkerung zusammen aus 93,08 % weißer Bevölkerung, 1,39 % Afroamerikanern, 0,76 % amerikanischen Ureinwohnern, 0,48 % Asiaten, 0,01 % Bewohnern aus dem pazifischen Inselraum und 2,29 % aus anderen ethnischen Gruppen. Etwa 1,98 % waren gemischter Abstammung und 7,81 % der Bevölkerung waren spanischer oder lateinamerikanischer Abstammung.
Von den 2650 Haushalten hatten 43,8 % Kinder unter 18 Jahre, die im Haushalt lebten. 59,7 % davon waren verheiratete, zusammenlebende Paare. 15,1 % waren allein erziehende Mütter und 20,8 % waren keine Familien. 17,5 % aller Haushalte waren Singlehaushalte und in 6,8 % lebten Menschen, die 65 Jahre oder älter waren. Die Durchschnittshaushaltsgröße betrug 2,81 und die durchschnittliche Größe einer Familie belief sich auf 3,16 Personen.
30,9 % der Bevölkerung waren unter 18 Jahre alt, 8,5 % von 18 bis 24, 30,5 % von 25 bis 44, 21,6 % von 45 bis 64, und 8,5 % die 65 Jahre oder älter waren. Das Durchschnittsalter war 34 Jahre. Auf 100 weibliche Personen aller Altersgruppen kamen 90,2 männliche Personen. Auf 100 Frauen im Alter von 18 Jahren und darüber kamen 84,8 Männer.

Das jährliche Durchschnittseinkommen eines Haushalts betrug 46.765 USD, das Durchschnittseinkommen einer Familie 47.642 USD. Männer hatten ein Durchschnittseinkommen von 36.029 USD gegenüber den Frauen mit 26.035 USD. Das Prokopfeinkommen betrug 18.282 USD. 6,5 % der Bevölkerung und 5,5 % der Familien lebten unterhalb der Armutsgrenze. Davon waren 7,7 % Kinder und Jugendliche unter 18 Jahren und 4,3 % waren 65 oder älter.

## Söhne und Töchter der Stadt
- Kara Killmer (* 1988), Schauspielerin
- Chelsea Surpris (* 1996), haitianische Fußballspielerin